# Добрянський Павло Казимирович
Павло́ Казимирович Добря́нський (6 березня 1930, село Тарасівка, Вінницька область — 14 вересня 2011, Івано-Франківськ) — український письменник-гуморист, член Національної спілки письменників України, лауреат літературної премії імені Василя Стефаника (2003), Івано-Франківської міської премії імені Івана Франка (2006).

## Життєпис
Народився на Вінниччині, закінчив Вінницьку фельдшерсько-акушерську школу. Три роки працював у Мурафській дільничній лікарні, відтак вступив до Львівського медінституту, після закінчення якого керував однією з аптек м. Івано-Франківська. Його називали найкращим гумористом серед аптекарів і найкращим аптекарем серед гумористів.
Однак творча натура Павла Казимировича взяла гору над здобутою медичною професією — письменник 15 років був відповідальним секретарем обласної письменницької організації. Останнім місцем роботи гумориста була посада заступника головного редактора журналу «Перевал».
Павло Добрянський — лауреат першого Всеукраїнського фестивалю гумору і сатири «Вишневі усмішки» (1980), автор 20 книжок гумору, найвідоміші з яких — «Лукаві замашки», «Чоколядовий капелюх», «Веселий аптекар» та «Кіндрат Гичка увіковічнюється» — належать до золотого фонду української гумористичної літератури.
У липні 2015 Павлові Добрянському відкрили пам'ятну дошку в Івано-Франківську — на будинку по вул. Шевченка, 78. Тут письменник жив і творив. Анотаційну дошку встановлено в рамках ініційованої міською радою програми «Івано-Франківськ — місто героїв». Цього року письменникові минуло б 85.

## Інтерв'ю
- 2010-03-04: Сміймося, допоки сміється!